# Alinhamento Milenar
"Alinhamento Milenar" é uma canção do cantor brasileiro Jão, gravada para o seu quarto álbum de estúdio, Super (2023). Foi composta pelo próprio artista em conjunto com Pedro Tófani e Zebu, sendo produzida pelo último e Jão. A faixa foi lançada como o segundo single do álbum em 24 de janeiro de 2024.

## Antecedentes e lançamento
Em 8 de agosto de 2023, Jão publicou uma carta aberta anunciando que seu quarto álbum se chamaria Super. Em 11 de agosto de 2023, ele divulgou a capa e lista de faixas. "Alinhamento Milenar" foi revelada como a quarta faixa do projeto. Super foi lançado em 14 de agosto de 2023. A música se tornou uma das favoritas dos fãs e logo se tornou uma das faixas mais escutadas do álbum. Em 24 de janeiro de 2024, foi lançada como segundo single.

## Composição
"Alinhamento Milenar" é fruto de um trabalho colaborativo entre Jão, Pedro Tófani e Zebu. Foi produzida por Jão e Zebu e gravada no estúdio Toca do Lobo na cidade de São Paulo.[7][6] Musicalmente, é uma canção de pop rock. A letra de "Alinhamento Milenar" fala sobre o cantor refletir sobre um amor raro, que não se encontra em qualquer esquina, e com o qual estabelece uma conexão intensa. Muito se especula que a letra da música tenha sido feita para Pedro Tófani, produtor e diretor do cantor, com quem Jão já viveu um relacionamento. Os rumores só aumentaram após o segundo show da SuperTurnê em 21 de janeiro de 2024, aonde o cantor desceu ao palco e beijou Tófani ao vivo durante o encerramento da apresentação.

## Curta-metragem
O videoclipe de "Alinahmento Milenar" foi dirigido por Malu Alves e roteirizado pela mesma juntamente com Jão. Foi lançado de surpresa na noite do dia 24 de janeiro de 2024, em um formato de curta-metragem.

## Indicações
| Ano  | Prêmio                      | Categoria                          | Resultado | Ref.   |
| ---- | --------------------------- | ---------------------------------- | --------- | ------ |
| 2024 | Grammy Latino               | Melhor Canção em Língua Portuguesa | Indicada  | [ 13 ] |
| 2024 | Music Video Festival Awards | Narrativa                          | Pendente  | [ 14 ] |